# 横山由和
横山 由和（よこやま よしかず）は、日本の演出家、劇作家。昭和音楽大学特任教授。

## 人物
桐朋学園大学演劇科を卒業後、1977 年に劇団音楽座を結成。『ヴェローナ物語』、『森林幻想曲』、『組曲・楽園』、『闇夜の祭り』、『夢の降る町』等のミュージカルの脚本・演出を手がける。
1988年音楽座を退団。以降、音楽座解散まで、座付き作家兼演出家となる。また1983年より1998 年までNHK『おかあさんといっしょ』の構成を担当。
1996年4月の音楽座解散に伴い、Steps エンターテイメントを結成。
2012年4月より地元劇場の川崎市アートセンター主催公演「しんゆりシアターミュージカルカンパニー公演」では全作品にて演出を担当。『ロスト・フォレスト』、『ロック・ザ・フィガロ』、『かぐや伝説』、『音楽劇母さん』など。
2014年ステップスエンターテイメント解散後は演劇・ミュージカルの他にも児童劇・オペラ・各種イベント・地域への演劇普及・ワークショップ講師としても活動している。

## 略歴
- 1977年 劇団音楽座を結成。
- 1987年 音楽座を退団。
- 1988年 音楽座の座付き作家兼演出家に。
- 1996年 音楽座解散後、ステップスエンターテイメントを設立。

## 主な演出作品
- 音楽座
  - シャボン玉とんだ宇宙までとんだ
  - 星の王子さま
  - とってもゴースト
  - マドモアゼル・モーツァルト
  - アイ・ラブ・坊っちゃん
  - 泣かないで
- ステップスエンターテイメント
  - 0/30〜遙かなる時空を越えて
  - Dream〜風の夢 砂の歌
  - モダンガールズ〜空に星降り夢、此処に輝く〜
- その他
  - ロック・ザ・フィガロ
- テレビ番組
  - おかあさんといっしょ （構成）

## 主な受賞歴
- 1989年 文化庁芸術祭賞 （『とってもゴースト』）
- 1991年 第25回紀伊國屋演劇賞 （『シャボン玉とんだ 宇宙まで飛んだ』『とってもゴースト』）
- 1994年 第1回読売演劇大賞優秀作品賞 （『アイ・ラブ・坊っちゃん』）
- 1995年 第2回読売演劇大賞優秀作品賞 （『泣かないで』）